# Campylium
Campylium là một chi rêu trong họ Amblystegiaceae.